# Polícia portuária
Polícia portuária ou polícia aduaneira é um tipo especial de polícia cuja missão é vigiar portos, aeroportos e a costa, para impedir e reprimir o contrabando.